# Château de Hamamatsu
Le château de Hamamatsu (浜松城, Hamamatsu-jō) est une reconstruction d'un château japonais dans le style hirayama. Il servit de siège à de nombreux daimyos fudai qui régnèrent sur le domaine de Hamamatsu de la province de Tōtōmi, dans ce qui est à présent Hamamatsu, préfecture de Shizuoka au Japon. Il est aussi appelé château de Shussei (出世城, Shussei-jō).

## Histoire
Les origines du château de Hamamatsu sont incertaines. Il semble cependant qu'une fortification fut construite sur cet emplacement par Imagawa Sadatsuke, le 4e chef du Enshū[Quoi ?] clan Imagawa entre 1504 et 1520. Le premier château s'appelait « château de Hikuma » (引馬城 ou曳馬城, Hikuma-jō) et fut confié à Iio Noritsura, serviteur d'Imagawa. Après la défaite de Imagawa Yoshimoto à la bataille d'Okehazama, Iio Tsuratatsu se rebella contre Imagawa Ujinao mais il fut défait. Cependant, le clan Imagawa, très affaibli, ne put résister aux forces alliées de Tokugawa Ieyasu de la province de Mikawa à celles de Takeda Shingen de la province de Kai. Les anciens territoires Imagawa à Tōtōmi furent répartis entre les Tokugawa et les Takeda en 1568, Tokugawa Ieyasu obtenant Hamamatsu. Il déplaça son quartier général du château d'Okazaki à Hamamatsu en 1570 où il passa les dix-sept années suivantes.
Tokugawa Ieyasu rénova et développa considérablement le château qu'il renomma « château de Hamamatsu » en 1577. Il s'installa au château de Sunpu en 1586, confiant le château à Horio Yoshiharu, qui fut suivi de son fils, Horio Tadauji. Après la bataille de Sekigahara, Hamamatsu fut brièvement gouverné par Tokugawa Yorinobu, suivi d'une succession de fudai daimyō tout au long de l'époque d'Edo. Les archives de l'époque indiquent que le château ne fut jamais pourvu d'un tenshu (donjon) de type tenshukaku. Pendant toute son histoire, un yagura (poivrière) à deux étages situé à l'intérieur de la deuxième cour intérieure remplaça un donjon.
À la restauration de Meiji, les structures militaires restantes du château furent détruites, les douves extérieures comblées et les mottes castrales externes bradées. La partie centrale du château resta en possession de la ville qui en fit un parc. En 1958, un faux donjon fut construit en béton armé sur l'alignement original de pierres construit par Tokugawa Ieyasu. Cet alignement est connu sous le nom de « norzura-zumi », en référence à la méthode employée pour joindre les pierres. La structure reconstruite a trois étages avec un observatoire offrant de son plus haut niveau une vue sur l'océan Pacifique. Il y a à l'intérieur un petit musée hébergeant des armures et autres objets du clan Tokugawa, ainsi qu'un modèle miniature qui montre l'aspect probable du château durant l'époque d'Edo. Le musée est entouré du parc du château planté de nombreux sakura et dans lequel se trouve une grande statue en bronze de Tokugawa Ieyasu.